# Жумыскер (Павлодарская область)
Жумыскер (каз. Жұмыскер) — село в Майском районе Павлодарской области Казахстана. Расположено в 157 км к юго-востоку от областного центра — Павлодара и в 110 км к юго-западу от районного центра — села Коктобе. Административный центр Казанского сельского округа. Находится примерно в 42 км к юго-востоку от села Коктобе. Код КАТО — 555643100.

## История
Село было названо в честь бывшего колхоза «Жумыскер» (в переводе с казахского языка — «рабочий»). Село было центральной усадьбой бывшего овцеводческого совхоза «Казанский», образованного как целинный в 1954 году и названного в честь города Казани, откуда прибыли первые новосёлы. В 1957 года в состав совхоза «Казанский» влился колхоз «Сталин туы».

## Население
В 1985 году в селе проживало 1125 человек. В 1999 году население села составляло 919 человек (453 мужчины и 466 женщин). По данным переписи 2009 года, в селе проживали 623 человека (308 мужчин и 315 женщин).